# Вледень (Корлетень, Ботошань)
Вледень, Вледені (рум. Vlădeni) — село у повіті Ботошані в Румунії. Входить до складу комуни Корлетень.
Село розташоване на відстані 390 км на північ від Бухареста, 20 км на північ від Ботошань, 112 км на північний захід від Ясс.

## Населення
За даними перепису населення 2002 року у селі проживала 601 особа, усі — румуни. Усі жителі села рідною мовою назвали румунську.